# Śrem (powiat ząbkowicki)
Śrem (niem. Schrom) – wieś w Polsce położona w województwie dolnośląskim, w powiecie ząbkowickim, w gminie Kamieniec Ząbkowicki.
W latach 1975–1998 miejscowość należała administracyjnie do województwa wałbrzyskiego.
Do wojewódzkiego rejestru zabytków wpisane są:
- kolumna Maryjna, przed kościołem pw. Ducha Św., kam., 1730
- kolumna Trójcy Św., w pobliżu zagrody nr 15, kam., 1731.